# Baron Cimetière
Les fidèles du culte du Baron du Cimetière attribuent des pouvoirs au premier mort (nommé Baron ou Baronne) enterré dans un cimetière. 
En République dominicaine, où le Baron est assimilé à San Elías del Monte y Carmelo et la Baronne à Santa Marta la Dominadora, les fidèles se rendent dans les cimetières pour leur demander des faveurs.

## Source
- Vanessa Capieu, Les Bonnes Nouvelles de l'Amérique latine, Gallimard, « Du monde entier », 2010, p. 378